# Боссерт, Хельмут Теодор
Хельмут Теодор Боссерт (11 сентября 1889 — 5 февраля 1961) — немецкий и турецкий историк искусства, филолог и археолог. Известен раскопками хеттской крепости Каратепе. Обнаруженные там двуязычные надписи помогли осуществить перевод хеттских иероглифов.

## Биография

### Ранняя жизнь
Родился в Ландау. Изучал историю искусства, историю, археологию и германистику в университетах Гейдельберга, Страсбурга, Мюнхена и Фрайбурга. В 1913 году получил в Фрайбургском университете степень доктора философии за работу «Der ehemalige Hochaltar in Unserer Lieben Frauen Pfarrkirche zu Sterzing in Tirol». Затем работал при библиотеке того же университета.
После начала Первой мировой войны был призван в немецкую армию. После окончания войны работал в «Ernst Wasmuth Publishing», занимался чтением лекции и написанием работ по этнологии. В ходе Великой Депрессии компания в которой он работал разорилась. Написал две книги о войне, изданные соответственно в 1930 и 1931 годах, обе разошлись большим тиражом. Всего в период между 1919 и 1934 годами Боссерт написал 15 книг, в которых затрагивал различные темы от древних критских цивилизаций до европейского народного искусства.
Благодаря средствам заработанным написанием книг Боссерт смог посвятить себя изучению хеттских иероглифов и вскоре стал признанным специалистом в области критской и хеттской пиктографики. В 1933 году научный фонд «Notgemeinschaft der Deutschen Wissenschaft» профинансировал командировку Боссерта в Турцию.

### Турецкий период
Основной целью поездки изначально являлось участие в археологических исследованиях, проводимых Куртом Биттеллем на территории Хаттусы, бывшей столицы Хеттской империи.
В 1934 году Боссерт получил в Стамбульском университете должность преподавателя лингвистики и искусства древней Малой Азии. Вскоре он возглавил созданный незадолго до этого институт археологии.
После 1946 года Боссерт совместно с турецкими археологами Бахадыром Алкымом и Халет Чамбел обнаружил в южной Турции остатки хеттской цивилизации в Каратепе. Там была обнаружена двуязычная надпись на финикийском и лувийском языках, это помогло в расшифровке хеттских инроглифов.
В 1947 году получил гражданство Турции и женился на турчанке по имени Хюрмюз.
С 1954 года издавал научный журнал «Jahrbuch für Kleinasiatische Forschung», который выходил в течение трёх лет.
В 1959 году был переведён на должность эмерита. Тогда же получил должность почётного профессора в Фрайбургском университете, но остался в Турции. 5 февраля 1961 года скончался в Стамбуле в возрасте 71 года.